# Rafael Barber Rodríguez
Rafael Barber Rodríguez (Aielo de Malferit, 2 d'octubre de 1980) és un futbolista valencià que juga actualment al SD Huesca de Segona Divisió B.

## Clubs
| Club                 | País    | Any       |
| -------------------- | ------- | --------- |
| València Mestalla    | Espanya | 1999-2001 |
| Ontinyent CF         | Espanya | 2001-2002 |
| UB Conquense         | Espanya | 2002-2005 |
| Recreativo de Huelva | Espanya | 2005-2010 |
| Xerez CD             | Espanya | 2010-2013 |
| SD Huesca            | Espanya | 2013-     |